# Winsford (Somerset)
Winsford – wieś w Anglii, w hrabstwie Somerset, w dystrykcie (unitary authority) Somerset. Leży 79 km na południowy zachód od miasta Bristol i 244 km na zachód od Londynu. W 2001 miejscowość liczyła 339 mieszkańców.